# Chư Thành
Chư Thành (tiếng Trung: 诸城市, Hán Việt: Chư Thành thị) là một thành phố cấp huyện của địa cấp thị Duy Phường, tỉnh Sơn Đông, Cộng hòa Nhân dân Trung Hoa. Thành phố này có diện tích 2.183 km², dân số 1,06 triệu người. Mã số bưu chính 262200. Chư Thành được chia thành 3 nhai đạo, 17 trấn và 5 hương.

## Lịch sử
Chư Thành ban đầu có tên gọi là Lang Gia (琅琊). Nó là nơi mà hoàng đế Tần Thủy Hoàng đã giao cho Từ Phúc phải đi thuyền sang Nhật Bản vào năm 210 TCN nhằm tìm kiếm thuốc trường sinh bất lão.
Họa sĩ thời Tống là Trương Trạch Đoan sinh tại Chư Thành năm 1085. Nó cũng là nơi sinh của người vợ cuối cùng của Mao Trạch Đông, đồng thời là người đứng đầu Bè lũ bốn tên là Giang Thanh. Triệu Thụ Tùng, phó chủ tịch tỉnh An Huy cũng là người Chư Thành.

## Kinh tế
Năm 2005, Chư Thành có tổng thu nhập nội địa đạt 20,8 tỷ nhân dân tệ và tốc độ tăng trưởng hàng năm trung bình đạt 16%. Chư Thành dự kiến tiếp tục duy trì tốc độ tăng trưởng hàng năm 16% và đạt mức tổng thu nhập nội địa là 43,6 tỷ vào năm 2010.

### Vùng phát triển kinh tế
Khu công nghiệp Chư Thành được chính quyền tỉnh Sơn Đông phê chuẩn năm 1992. Nó có tổng diện tích 25 km² (9,7 dặm Anh vuông). Đường cao tốc quốc gia 206 chạy qua nó từ phía nam tới phía bắc, và thành phố này được kết nối bởi nhà ga đường sắt Giao Tân, nối thành phố này với Thanh Đảo khoảng 60 km (37 dặm Anh) về phía đông, Nhật Chiếu khoảng 60 km (37 dặm Anh) về phía nam và thành phố Duy Phường khoảng 80 km (50 dặm Anh) về phía bắc. Vào năm 2001, các ngành công nghiệp trong khu công nghiệp này bao gồm chế biến thực phẩm, hóa chất, vật liệu xây dựng, dệt may và sản phẩm cơ điện với tổng sản phẩm công nghiệp năm 2001 đạt 2 tỷ nhân dân tệ, với giá trị công nghiệp gia tăng đạt 350 triệu nhân dân tệ. Năm 2001, xuất khẩu đạt 78,92 triệu USD và thu nhập đạt 83,17 triệu nhân dân tệ.

### Vận tải
Chư Thành cách thành phố Thanh Đảo khoảng 1 giờ xe chạy.

## Hành chính
Chư Thành được nâng cấp lên thành huyện cấp thị vào năm 1987 và được quản lý như là một khu vực phát triển kinh tế cấp tỉnh, có thẩm quyền hành chính đối với 13 thị trấn.
- Nhai đạo: Mật Châu, Long Đô, Thuấn Vương.
- Trấn: Lữ Tiêu, Chỉ Câu, Giá Duyệt, Mạnh Thoản, Thạch Kiều Tử, Trình Qua Trang, Cửu Đài, Tương Châu, Quách Gia Truân, Xương Thành, Bách Xích Hà, Tân Hưng, Chu Giải, Lâm Gia Thôn, Ngõa Điếm, Hác Qua Trang, Hoàng Hoa.
- Hương: Mã Trang, Đào Viên, Thạch Hà Đầu, Thạch Môn, Đào Lâm.

## Dân cư và văn hóa
Chư Thành là khu vực công nghiệp hóa mạnh và là một trong số ít thành phố tại Trung Quốc có trên một triệu dân. Các nhóm dân tộc chính bao gồm người Hán 99,7%, người Mãn 0,1%, người Triều Tiên 0,1% và người Hồi 0,1%. Thành phố này có khoảng 19.000 người theo Thiên chúa giáo, đạt 1,8%. Dựa trên điều tra dân số năm 1990, thành phố này có 523.425 nam và 507.233 nữ với 260.678 hộ gia đình. Các thành phố kết nghĩa của Chư Thành là Belleville, Ontario .

## Các nhân vật nổi tiếng
- Ngu Thuấn
- Trương Trạch Đoan (1085-1145), họa sĩ, tác giả Thanh minh thượng hà đồ
- Lưu Thống Huân (1700-1773), đỗ tiến sĩ năm 1724 thời Ung Chính, làm quan tới nội các đại học sĩ, quân cơ đại thần, thượng thư Hình bộ; Công bộ; Lại bộ thời Càn Long, tham gia biên tập Tứ khố toàn thư.
- Lưu Dung (1719-1804/1805), con trai Lưu Thống Huân, đỗ tiến sĩ năm 1751, làm quan tới nội các đại học sĩ, nổi tiếng về thư pháp thời Càn Long. Được thể hiện trong phim Tể tướng Lưu gù.
- Tang Khắc Gia (1905-2004), nhà thơ
- Vương Tẫn Mĩ (1898-1925), một trong những người tham gia thành lập Đảng Cộng sản Trung Quốc.
- Khang Sinh (1898-1975), một quan chức của Đảng Cộng sản Trung Quốc.
- Giang Thanh (1914-1991), vợ cuối cùng của Mao Trạch Đông, một nhân vật của Tứ nhân bang.
- Vương Nguyện Kiên
- Vương Thống Chiếu

## Long thành
Chư Thành là di chỉ quan trọng trong khai quật khủng long kể từ thập niên 1960. Cộng đồng địa phương từng sử dụng các hóa thạch giàu calci trong các phương thuốc cổ truyền của làng để điều trị các chứng co cơ và các bệnh tật nhỏ khác. Hóa thạch khủng long mỏ vịt (Hadrosauridae) lớn nhất thế giới được tìm thấy ở Chư Thành trong thập niên 1980 và được trưng bày tại viện bảo tàng địa phương. Các nhà khoa học đã thu thập trên 50 tấn hóa thạch kể từ năm 1960. Thành phố này cũng là nơi buôn lậu xương khủng long; trong tháng 1 năm 2008, Úc đã trả lại hàng trăm kilôgam hóa thạch khủng long Trung Hoa, bao gồm cả trứng khủng long hóa thạch. Các hóa thạch này được thu hồi trong một chiến dịch truy quét tại các kho hàng và các thùng hàng hóa.

### Phát hiện năm 2008
Ngày 31 tháng 12 năm 2008, các nhà cổ sinh vật học của Viện Cổ sinh vật học Động vật có xương sống và Cổ nhân loại học của Viện Hàn lâm Khoa học Trung Quốc thông báo họ đã khai quật 7.600 hóa thạch khủng long kể từ tháng 3 năm 2008 quanh Chư Thành. Các di chỉ khai quật gần đây nhất nằm gần các thị trấn Long Đô, Thuấn Vương, Giá Duyệt và Chỉ Câu. Các nhà cổ sinh vật học tin rằng họ đã tìm thấy một trong các di chỉ lớn nhất các dấu tích khủng long từ hố khai quật lớn. Các xương hóa thạch có niên đại tới Hậu Phấn trắng ngay trước khi xảy ra sự kiện tuyệt chủng kỷ Creta–phân đại đệ Tam. Trong số các di vật tìm thấy có các dấu tích của một loài khủng long mỏ vịt dài 20 mét (66 ft), một kích thước kỷ lục cho khủng long mỏ vịt. Một hộp sọ hóa thạch của một loài giác long (Ceratopsia) cũng được tìm thấy cùng với các xương thuộc về loài giáp long (Ankylosauria).
| “ | Nhóm các khủng long hóa thạch này hiện tại là lớn nhất trong số đã khai quật trên thế giới... khi xét theo diện tích. | ” |
| —Giáo sư Triệu Hỉ Tiến, nhà cổ sinh vật học chịu trách nhiệm về công cuộc khai quật từ Viện Cổ sinh vật học Động vật có xương sống và Cổ nhân loại học, BBC | |   |

Mật độ cao như thế các xương hóa thạch trong một diện tích nhỏ như vậy là đáng kể cho các học thuyết về sự tuyệt chủng của khủng long. Một tạp chí khoa học chi tiết về các hóa thạch được dự kiến sẽ công bố vào cuối năm 2009. Công cuộc khai quật hiện tại bị ngừng lại vì mùa đông nhưng sẽ được phục hồi khi thời tiết ấm hơn. Các nhà khoa học tin rằng phun trào núi lửa có thể đã giết chết khủng long và ngập lụt sau đó đã đem các hóa thạch tới Chư Thành, khi đó có thể là vùng đất ẩm ướt được che phủ trong cỏ.
Nhà chức trách địa phương tại Sơn Đông đang lập kế hoạch để lập một công viên hóa thạch trong khu vực.